# Вовнянка (притока Гнилого Тікичу)
Вовнянка, Велика Вовнянка — річка в Україні, у Таращанському районі Київської області.  Ліва притока Гнилого Тікичу (басейн Південного Бугу).

## Опис
Довжина річки 15 км, похил річки — 2,8 м/км. Формується з багатьох безіменних струмків та водойм. Площа басейну 55,2 км².

## Розташування
Вовнянка бере початок на південному сході від села Юшків Ріг. Тече переважно на південний схід через село Велика Вовнянка і в селі Калинове впадає в річку Гнилий Тікич, ліву притоку Тікичу.